# Alberto Coelho
Alberto Mendes Coelho (ur. 7 sierpnia 1961) – angolski bokser, olimpijczyk.
Wystąpił na Letnich Igrzyskach Olimpijskich 1980 w wadze lekkiej. W pojedynku 1/16 finału przegrał jednogłośnie na punkty z Galsandordżijnem Batbilegiem z Mongolii.
W 1981 roku wziął udział w Giraldo Cordova Cardin International Boxing Tournament w kubańskim San José de las Lajas, a także w Mistrzostwach Armii Zaprzyjaźnionych w Peczu, w których dotarł do ćwierćfinału.